# Grace Tennant
Grace Tennant (* 2. Februar 1999 in Caistor Centre) ist eine kanadische Leichtathletin, die sich auf das Kugelstoßen spezialisiert hat.

## Sportliche Laufbahn
Erste Erfahrungen bei internationalen Wettkämpfen sammelte Grace Tennant im Jahr 2017, als sie bei den U20-Panamerikameisterschaften in Trujillo mit einer Weite von 14,44 m den fünften Platz belegte und im Diskuswurf mit 45,64 m auf Rang neun gelangte. Im Jahr darauf schied sie bei den U20-Weltmeisterschaften in Tampere mit 14,31 m und 48,12 m jeweils in der Qualifikationsrunde aus. Zudem begann sie ein Studium an der Kent State University in den Vereinigten Staaten. 2019 wurde sie bei den U23-NACAC-Meisterschaften in Santiago de Querétaro mit 15,15 m Vierte im Kugelstoßen und belegte mit dem Diskus mit 49,65 m den siebten Platz. 2023 startete sie im Kugelstoßen bei den Weltmeisterschaften in Budapest und schied dort ohne eine Weite in der Qualifikationsrunde aus.
2023 wurde Tennant kanadische Hallenmeisterin im Kugelstoßen.

## Persönliche Bestleistungen
- Kugelstoßen: 17,11 m, 13. Mai 2023 in Thorold
  - Kugelstoßen (Halle): 16,81 m, 20. Februar 2021 in Kent
- Diskuswurf: 55,21 m, 7. Mai 2022 in Morgantown